# Småstadsliv firar jul
Småstadsliv firar jul är en svensk film från 2010 i regi av Christer Johansson. Filmen hade premiär den 1 december 2010 och utgavs på DVD 13 december samma år.